# Jon Landau (produttore discografico)
Jon Landau (New York, 14 maggio 1947) è un produttore discografico, critico musicale e dirigente d'azienda statunitense.

## Biografia
È diventato celebre per aver scritto "Ho visto il futuro del rock'n'roll e il suo nome è Bruce Springsteen" in un articolo del 22 maggio 1974 sul The Real Paper di Boston, dopo essere rimasto impressionato da una esibizione di Springsteen all'Harvard Square Theatre di Cambridge, in Massachusetts.
Da critico, Landau ha scritto per la rivista Rolling Stone sin dalla sua prima uscita. Nel primo numero di Rolling Stone, pubblicato il 9 novembre 1967, Landau ha confrontato il chitarrista Jimi Hendrix e il suo album di debutto, Are You Experienced, con Eric Clapton e il suo album di debutto, Fresh Cream.
I numeri successivi videro Landau puntare sul più tradizionale R&B scrivendo dei profili di Aretha Franklin e Sam & Dave, oltre a un apprezzamento postumo su Otis Redding. L'articolo di Landau del 1974 in The Real Paper, in cui affermava: "ho visto il futuro del rock'n'roll e il suo nome è Bruce Springsteen", è accreditato da Nick Hornby.
Landau è stato poi ingaggiato da Springsteen ed è citato come coproduttore dei suoi dischi dal 1975, con Born to Run, passando per Human Touch del 1992 e Lucky Town. Si ritiene che abbia influenzato Springsteen artisticamente e professionalmente.
Altri artisti per cui Landau ha scritto sono MC5, Livingston Taylor, Jackson Browne, Natalie Merchant, Alejandro Escovedo, Train e Shania Twain.